# 太陽をつかんでしまった
「太陽をつかんでしまった」（たいようをつかんでしまった）は、2002年12月25日に発売されたthee michelle gun elephantの14枚目のシングル。

## 解説
- アルバム『ロデオ・タンデム・ビート・スペクター』から約1年7ヶ月振り、シングルでは約1年9ヶ月振りのリリースとなった。
- ユニバーサルミュージック移籍第1弾となった。
- 翌年1月22日には12インチシングル・レコードで発売された。

## 収録曲
- CD(通常盤)、CD+DVD(初回盤)、12インチの3形態でのリリース。

### CD(通常盤)
1. 太陽をつかんでしまった (8:27)
  - シングル曲としては長く、8分27秒の超大作となった。

後に映画『ネガティブハッピー・チェーンソーエッヂ』挿入歌に使用された。
2. ヴァレンタイン (4:07)
3. blue nylon shirts (Live) (2:59)
  - 2002年10月3日、「2002 THEE MICHELLE GUN ELEPHANT “Where is Susie?” TOUR」のZEPP TOKYOでのライブから収録。

全作詞：チバユウスケ　作曲・編曲：THEE MICHELLE GUN ELEPHANT

### CD+DVD(限定盤)
- CD
  - 通常盤に同じ。
- DVD
  - CDの「blue nylon shirts」と同日公演の映像を収録している。

  1. 水色の水 (Live)(作詞:チバユウスケ / 作曲:THEE MICHELLE GUN ELEPHANT)
    - 後にSABRINA NO HEAVENに収録されている。

  2. ベガス・ヒップ・グライダー (Live)(作詞:チバユウスケ / 作曲:THEE MICHELLE GUN ELEPHANT)

### アナログ盤
- A 太陽をつかんでしまった
- B ヴァレンタイン